# Torricella Sicura
Torricella Sicura est une commune italienne d'environ 2 590 habitants située dans la province de Teramo, dans la région Abruzzes, en Italie méridionale.

## Administration
| Période                                  | Période | Identité | Étiquette | Qualité |
| ---------------------------------------- | ------- | -------- | --------- | ------- |
|                                          |         |          |           |         |
| Les données manquantes sont à compléter. |         |          |           |         |

### Hameaux
Abetemozzo, Antanemuccio, Borgonovo, Corvacchiano, Ginepri, Ioanella, Magliano, Morricone, Pastignano, Piano Grande, Poggio Rattieri, Poggio Valle, San Felice, San Pietro, Tizzano, Valle Piola, Villa Popolo, Villa Riccio, Villa Tofo.

### Communes limitrophes
Campli, Cortino, Rocca Santa Maria, Teramo, Valle Castellana.